# Xerosecta promissa
Xerosecta promissa is een slakkensoort uit de familie van de Hygromiidae. De wetenschappelijke naam van de soort is voor het eerst geldig gepubliceerd in 1893 door Westerlund.